# Rosario Murcia-Gangloff
Rosario Murcia-Gangloff, nació el 23 de septiembre del año 1964 en Lyon, Francia. Rosario es atleta francesa retirada que compitió en eventos de larga distancia. Representó a Francia en los Juegos Olímpicos de verano en 1992, así como en 3 Campeonatos Mundiales al aire libre y uno en pista cubierta.

## Récords de competencia
| Año                 | Competición                          | Evento                | Posición            | Evento              | Notas               |
| Representing France | Representing France                  | Representing France   | Representing France | Representing France | Representing France |
| ------------------- | ------------------------------------ | --------------------- | ------------------- | ------------------- | ------------------- |
| 1987                | Juegos del Mediterráneo              | Latakia, Siria        | 3°                  | 3000 metros         | 9:13.24             |
| 1989                | Juegos de la Francofonía             | Casablanca, Marruecos | 8°                  | 3000 metros         | 9:28.63             |
| 1990                | Campeonato Europeo                   | Split, Yugoslavia     | 20°                 | 10.000 metros       | 33:44.44            |
| 1991                | Campeonato Mundial en Pista Cubierta | Sevilla, España       | 6°                  | 3000 metros         | 8:56.20             |
| 1991                | Campeonatos del mundo                | Tokio, Japón          | 33 (h)              | 10.000 metros       | 32:49.75            |
| 1992                | Juegos Olímpicos                     | Barcelona, España     | 26 (h)              | 10.000 metros       | 33:16.96            |
| 1993                | Campeonatos del mundo                | Stuttgart, Alemania   | 18                  | 10.000 metros       | 32:54.65            |
| 1993                | Campeonato Mundial de Media Maratón  | Bruselas, Bélgica     | 42°                 | Media maratón       | 1:14:36             |
| 1994                | Campeonato Europeo                   | Helsinki, Finland     | 29                  | Maratón             | 2:43:15             |
| 1995                | Campeonatos del mundo                | Gotemburgo, Suecia    | 24 (h)              | 5000 metros         | 15:41.73            |

## Récords personales

#### Al aire libre
- 1500 metros – 4:15.77 (Annecy 1987)
- 3000 metros – 8:52.20 (Niza 1995)
- 5000 metros – 15:25.33 (Saint-Denis 1995)
- 10.000 metros – 31:42.83 (Lommel 1992)
- 10 kilómetros – 36:25 (Dax 2005)
- Media maratón – 1:13:24 (Niza 1999)
- Maratón – 2:42:32 (Reims 1998)
- 3000 metros obstáculos – 10:44.54 (Saint-Étienne 2001)

#### En interior
- 3000 metros – 8:56.20 (Sevilla 1991)